# فدلک
فدلک (انگلیسی: Fedelak) کوهی است از رشته‌کوه‌های زاگرس. این کوه در شمال شرقی شهر شوشتر قرار دارد. بین کوه کوشکک و فدلک تنگه‌ای زیبا و بزرگ بنام تنگ عقیلی است که رودخانه کارون از آن عبور کرده و وارد جلگه خوزستان می‌شود. ارتفاع بلندترین نقطه فدلک از سطح دریا ۳۸۱ متر است.
قبل از این که صنعت و ماشین وارد ایران شود تنها راهی که دشت عقیلی را به شهر شوشتر وصل می‌کرد راهی بود که از کوه‌های فدلک عبور می‌کند که از روستای دشت بزرگ واقع در عقیلی شروع می‌شود و در نزدیکی روستای تخت قیصر به شوشتر منتهی می‌شود و در قدیم مردمان روستاهای عقیلی از طریق این راه به شوشتر عبور و مرور داشتند. وجود رودخانه کارون در مسیر و وجود چشمه‌های طبیعی در دل کوه همچنین پل‌های گلی و چوبی بر روی دره‌هایی که عبور را مشکل می‌کرده مناظر بسیار بدیعی را خلق کرده که بسیار دیدنی است و می‌توان به جذب گردشگر به شهر شوشتر کمک کند.